# 沖田雅
沖田雅，日本男性輕小說作家。出身於廣島縣，居住於大阪府。有一個妹妹。代表作是《學姐與我》和《野狼大神》系列（後者曾經在2010年7月播出電視動畫）。

## 人物簡介
2004年，以《學姐與我》參加電擊文庫（MediaWorks／ASCII Media Works）舉辦的第10回電擊小說大獎獲得銀賞，從此正式出道。
2006年8月至2011年1月發表《野狼大神…》（當每冊單行本發行之後會在書名後面更換標題）的系列，並在單行本發行之後的後記發表感謝文。
另外在單行本書衣折頁的著作者介紹中經常放「眼鏡」「雙馬尾」「貓耳」或「女僕」等一般萌屬性男性坐在床上的插圖。

## 作品概覽
全由MediaWorks／ASCII Media Works〈電撃文庫〉發行。

### 書籍
- 學姐與我，原名（插圖：日柳，2004年－2005年，全6冊／第0冊+1～5冊）。中文版由尖端出版正式授權發行。
- 野狼大神系列，原名（2006年－2011年，全12冊）。中文版由台灣角川出版發行。
- 妖怪青春白書 -雪雄同學與薰子學姊-，原名（2013年11月發行，全1冊）

### 短篇
- 童貞 ()（《電擊文庫MAGAZINE》Vol.23別冊附錄短篇『見 電』）

## 來源
1. ↑  小說單行本《學姐與我》後記。

## 相關項目
- 電擊小說大獎
- 電撃文庫